# Corpus Vasorum Antiquorum Österreich
Das Corpus Vasorum Antiquorum Österreich ist das österreichische Teilprojekt des internationalen Corpus Vasorum Antiquorum (CVA).

## Das Projekt und seine Geschichte
Österreich trat dem internationalen CVA-Projekt 1935 bei. Durch den Anschluss Österreichs an Deutschland im Jahr 1938, der bis 1945 Bestand hatte, erschien der erste CVA-Band Österreichs, der Band Wien 1 mit Vasen der Universität Wien und aus der Sammlung Franz von Matsch's, 1942 als Teilband Deutschland 5. Seit 1949 ist Österreich wieder eigenständiger Teil des internationalen CVA-Projektes.
1951 wurde der CVA Österreich als Kommission zu einem eigenständigen Projekt bei der Österreichischen Akademie der Wissenschaften (ÖAW), ein 1952 vorgebrachtes Ansinnen der Bayerischen Akademie der Wissenschaften für einen Verbleib Österreichs beim deutschen CVA wurde abschlägig beschieden. Die Publikationsgeschwindigkeit war zunächst recht langsam. Zu Beginn und am Ende der 1950er Jahre erschien jeweils ein Band, jeweils von Fritz Eichler zur Sammlung des Kunsthistorischen Museums in Wien, wo er beschäftigt war, verfasst. 1974 legte er einen dritten Band nach, zehn Jahre später erschien der vierte Band. Nachdem schon in den 1960er Jahren kein Band erschienen war, dauerte es nach dem 1984er Band sehr lange Zeit bis zu einer weiteren Publikation. 1994 wurde die Kommission Teil der Forschungsstelle Archäologie, diese wurde 2000 in das Institut für Kulturgeschichte der Antike umgewandelt. Um den nationalen wie auch internationalen Austausch zu fördern, wurde 2005 ein CVA-Arbeitskreis gegründet. Jährlich führt der Arbeitskreis ein Treffen durch, zu dem auch Gäste geladen werden. Erstes Ergebnis war die Einigung auf bindende Publikationsrichtlinien. 2011 erschien schließlich nach 27 Jahren wieder ein österreichischer CVA-Band, 2014 mit einem Band zur Universitätssammlung in Graz erstmals ein Band nicht zum Kunsthistorischen Museum. Mit drei Bänden waren die 2010er Jahre so ertragreich wie kein Jahrzehnt zuvor.

### Naturwissenschaftliche und digitale Methoden
Seit dem fünften Band werden bei den für das CVA-Projekt üblichen Aufnahmen auch moderne naturwissenschaftliche Untersuchungen betrieben, was das österreichische Projekt derzeit von allen anderen nationalen CVA-Projekten unterscheidet und ist damit auch dem Bereich der Archäoinformatik zuzuordnen.
Es werden optische 3D-Scanner basierend auf dem Prinzip des strukturierten Lichts verwendet, um die Gefäße als hoch-aufgelöstes 3D-Modell zu erfassen. Die 3D-Vermessung erfolgt in Zusammenarbeit mit der Pattern Recognition and Image Processing (PRIP group, heute CVLab bzw. Computer Vision Club) der TU Wien und dem Forensic Computational Geometry Laboratory (FCGL) der Universität Heidelberg. Profilschnitte und Abrollungen der Gefäße werden mit dem GigaMesh Software Framework erstellt und mit Inkscape finalisiert. Anlässlich der Ausstellung im Louvre zum 100-jährigen bestehen des internationalen CVA Projekts wurde die Abrollung eines Aryballos der KFU Graz in einer eigenen Vitrine ausgestellt um die neuen Methoden des digitalen Zeitalters zu repräsentieren. Die Visualisierungen waren in der zweiten Jahreshälfte 2019 zu sehen.
Zur Bestimmung der Farbpigmente wurden Multispektralmessungen an markanten Stellen durchgeführt. Insbesondere bei weißgrundigen Vasen kommt diese Technik zur Anwendung, da die nach dem Brand aufgetragenen Farben meistens vergangen sind. Mit Hilfe der Röntgenfluoreszenzanalyse werden Versuche durchgeführt um die Pigmente der Bemalung zu bestimmen. Der Einsatz von industrieller Computertomographie ermöglicht zusätzliche Einblicke zur Materialität der Keramiken.
Ein Teil der optisch 3D-vermessen Gefäße sind in der Online-Datenbank zur Erforschung der Entwicklung von Gefäßformen und -maßen (ODEEG) der ÖAW abrufbar. Allerdings sind die 3D-Modelle nur in stark reduzierter Auflösung unter der sehr restriktiven CC-BY-NC-SA Lizenz verfügbar und damit kaum für weitere Projekte nutzbar.

### Beihefte
Seit 2013 erscheinen Beihefte zum Corpus Vasorum Österreich, in denen die wissenschaftlichen Ergebnisse sowie die Pilotstudien aus dem Bereich der Vasenforschung nach Themen zusammengefasst und publiziert werden.

## Die Bände des Corpus Vasorum Antiquorum Österreich
Die Reihe wird seit Band 2 im Verlag der Österreichischen Akademie der Wissenschaften publiziert, Band 1 erschien im Verlag Schroll. Publikationssprache ist Deutsch.
| Band | Ort       | Museum beziehungsweise Sammlung                                              | Teilband    | Wissenschaftlicher Bearbeiter                                  | Jahr | Anmerkungen | ISBN                    |
| ---- | --------- | ---------------------------------------------------------------------------- | ----------- | -------------------------------------------------------------- | ---- | --- | ----------------------- |
| 1    | Wien      | Kunsthistorisches Museum                                                     | Wien 1      | Fritz Eichler                                                  | 1951 | Die rotfigurigen attischen Trinkgefäße und Pyxiden |                         |
| 2    | Wien      | Kunsthistorisches Museum                                                     | Wien 2      | Fritz Eichler                                                  | 1959 | Rotfigurige attische Vorratsgefäße 1 |                         |
| 3    | Wien      | Kunsthistorisches Museum                                                     | Wien 3      | Fritz Eichler                                                  | 1974 | Rotfigurige attische Vorratsgefäße 2 |                         |
| 4    | Wien      | Kunsthistorisches Museum                                                     | Wien 4      | Alfred Bernhard-Walcher                                        | 1984 | Bronzezeitliche Keramik aus Zypern | ISBN 3-7001-0679-3.     |
| 5    | Wien      | Kunsthistorisches Museum                                                     | Wien 5      | Elisabeth Trinkl                                               | 2011 | Attisch rotfigurige Gefäße, weißgrundige Lekythen | ISBN 978-3-7001-6612-2. |
| 6    | Graz      | Originalsammlung des Instituts für Archäologie der Karl-Franzens-Universität | Graz 1      | Maria Christidis, Stephan Karl, Gabriele Koiner, Gerda Schwarz | 2014 | 93 Objekte verschiedener Stilrichtungen und Regionen. – Digitalisate bei oapen.org (ganzer Band in einer Datei) und bei austriaca.at (kapitelweise)                                                            | ISBN 978-3-7001-7529-2. |
| 7    | Wien      | Kunsthistorisches Museum                                                     | Wien 6      | Claudia Lang-Auinger, Stephan Karl, Bettina Kratzmüller        | 2019 | Bronzezeitliche und eisenzeitliche Gefäße aus Zypern – attisch geometrische und protoattische Gefäße. – Digitalisate bei oapen.org (ganzer Band in einer Datei, 914 MB[!]) und bei austriaca.at (kapitelweise) | ISBN 978-3-7001-8267-2. |
| 8    | Innsbruck | Sammlungen der Universität Innsbruck und Tiroler Landesmuseum Ferdinandeum   | Innsbruck 1 | Gertrud Nachbaur                                               | 2020 | Attisch rotfigurige Keramik | ISBN 978-3-7001-8576-5. |

Bände in Arbeit
- Kunsthistorisches Museum Wien
  - Stephan Karl: attisch-geometrisch, attisch schwarzfigurig
  - Erwin Pochmarski: eisenzeitlich italisch, sardisch
  - Claudia Lang-Auinger: zyprische Keramik
  - Elisabeth Trinkl: attisch schwarzfigurige Hydrien

- Institut für Archäologien, Universität Innsbruck und Tiroler Landesmuseum Ferdinandeum
  - Veronika Gertl: geometrisch, korinthisch, attisch schwarzfigurig, Varia
  - Hanna Ehlotzky: mykenisch

- Universalmuseum Joanneum, Graz
  - Stephan Karl: Sammlung griechischer und italischer Vasen (in Vorbereitung)

## Beihefte zum Corpus Vasorum Antiquorum Österreich
| Band | Titel | Herausgeber                            | Jahr | Bemerkung | ISBN                    |
| ---- | --- | -------------------------------------- | ---- | --- | ----------------------- |
| 1    | Interdisziplinäre Dokumentations- und Visualisierungsmethoden                                                                                                  | Elisabeth Trinkl                       | 2013 | Digitalisat bei austriaca.at | ISBN 978-3-7001-7145-4. |
| 2    | ΦΥΤΑ ΚΑΙ ΖΩΙΑ. Pflanzen und Tiere auf griechischen Vasen | Elisabeth Trinkl, Claudia Lang-Auinger | 2016 | Tagungsband zum internationalen Symposion Pflanzen und Tiere auf griechischen Vasen, 26. bis 28. September 2013 an der Universität Graz | ISBN 978-3-7001-7815-6. |
| 3    | Griechische Vasen als Medium für Kommunikation. Ausgewählte Aspekte. Akten des internationalen Symposiums im Kunsthistorischen Museum Wien, 5.–7. Oktober 2017 | Claudia Lang-Auinger, Elisabeth Trinkl | 2021 | | ISBN 978-3-7001-8463-8. |

## Leitung
Leiter (Obleute)
- 1949–1970: Fritz Eichler
- 1971–1975: Rudolf Noll
- 1975–1991: Hedwig Kenner
- 1991–1993: Hermann Vetters
- 1996–2008: Friedrich Krinzinger
- seit 2009: Andreas Pülz

Koordination
- Claudia Lang-Auinger